# Volta a Suïssa 1953
La Volta a Suïssa 1953 fou la 17a edició de la Volta a Suïssa. Aquesta edició es disputà del 17 i el 24 de juny de 1953, amb un recorregut de 1.762 km distribuïts en 8 etapes. L'inici i final de la cursa fou a Zúric.
El vencedor final fou el suís Hugo Koblet, que s'imposà amb quasi vint minuts de diferència sobre el segon classificat, el també suís Fritz Schär. Koblet també guanyà tres etapes, mentre Schär s'imposà en una etapa i en la classificació de la muntanya. L'italià Danilo Barozzi acabà en tercera posició.

## Etapes
| Etapa | Data       | Recorregut                    | Km  | Vencedor d'etapa           | Líder de la general |
| ----- | ---------- | ----------------------------- | --- | -------------------------- | ------------------- |
| 1ª    | 17 de juny | Zúric - Brugg                 | 238 | Fritz Schär (SUI)          | Fritz Schär (SUI)   |
| 2ª    | 18 de juny | Brugg - Rheinfelden           | 241 | Omer van der Voorden (BEL) | Fritz Schär (SUI)   |
| 3ª    | 19 de juny | Rheinfelden - Solothurn (CRI) | 78  | Hugo Koblet (SUI)          | Hugo Koblet (SUI)   |
| 4ª    | 20 de juny | Solothurn - Lausana           | 253 | Alfredo Pasotti (ITA)      | Hugo Koblet (SUI)   |
| 5ª    | 21 de juny | Lausana - Lucerna             | 295 | Martin Metzger (SUI)       | Hugo Koblet (SUI)   |
| 6ª    | 22 de juny | Lucerna - Bellinzona          | 189 | Hugo Koblet (SUI)          | Hugo Koblet (SUI)   |
| 7ª    | 23 de juny | Bellinzona - Sankt Moritz     | 215 | Martin Metzger (SUI)       | Hugo Koblet (SUI)   |
| 8ª    | 24 de juny | Sankt Moritz - Zúric          | 253 | Hugo Koblet (SUI)          | Hugo Koblet (SUI)   |

## Classificació final
|    | Ciclista               | Equip   | Temps       |
| -- | ---------------------- | ------- | ----------- |
| 1  | Hugo Koblet (SUI)      | Suïssa  | 50h 22' 11" |
| 2  | Fritz Schär (SUI)      | Suïssa  | + 18' 40"   |
| 3  | Danilo Barozzi (ITA)   | Itàlia  | + 23' 20"   |
| 4  | Carlo Clerici (SUI)    | Suïssa  | + 24' 28"   |
| 5  | Pasquale Fornara (ITA) | Itàlia  | + 29' 11"   |
| 6  | Nino Defilippis (ITA)  | Itàlia  | + 29' 30"   |
| 7  | Donato Zampini (ITA)   | Itàlia  | + 30' 37"   |
| 8  | Marcel Huber (SUI)     | Suïssa  | + 32' 41"   |
| 9  | Martin Metzger (SUI)   | Suïssa  | + 35' 41"   |
| 10 | Joseph Cerami (BEL)    | Bèlgica | + 41' 51"   |